# Мокряны (Львовская область)
Мокряны (укр. Мокряни) — село в Бориславской городской общине Дрогобычского района Львовской области Украины.
Население по переписи 2001 года составляло 383 человека. Занимает площадь 0,872 км². Почтовый индекс — 82125. Телефонный код — 3244.